# Christof Gramm
Christof Gramm (* 1958 in Rüsselsheim) ist ein deutscher Jurist und war von 2015 bis 2020 Präsident des Militärischen Abschirmdienstes (MAD). In dieser Funktion war er der dritte zivile Präsident des Militärischen Abschirmdienstes in Folge.

## Leben
Gramm stammt aus Hessen. Er leistete nach dem Abitur 1976 Wehrdienst beim Bundeswehr-Sender Radio Andernach. Von 1977 bis 1982 studierte er Rechtswissenschaften an der Rheinischen Friedrich-Wilhelms-Universität Bonn und der Albert-Ludwigs-Universität Freiburg. Nach dem ersten juristischen Staatsexamen absolvierte er ein dreijähriges Referendariat in Hessen. 1985 wurde er in Freiburg im Breisgau mit der durch Alexander Hollerbach angeregten Dissertation Zur Rechtsphilosophie Ernst Blochs zum Dr. jur. promoviert. Danach war er wissenschaftlicher Assistent am Institut für öffentliches Recht und am Institut für Rechtsphilosophie und Kirchenrecht an der Universität Freiburg im Breisgau. 1987 legte er das zweite juristische Staatsexamen ab.
Er war dann Referent in der Hochschulabteilung im Bundesministerium für Bildung und Wissenschaft und Referent bzw. Referatsleiter für Verfassungsrecht der Staatsorganisation im Bundesministerium der Justiz in Bonn. 1998 folgte bei Rainer Wahl an der Rechtswissenschaftlichen Fakultät der Universität Freiburg im Breisgau die Habilitation in Öffentlichem Recht und Rechtsphilosophie und die Verleihung der Venia legendi bzw. die Ernennung zum Privatdozenten ebendort. 2002 erhielt er eine Lehrbefugnis für Verfassungsprozessrecht und Debattiertraining für Juristen an der Juristischen Fakultät der Heinrich-Heine-Universität Düsseldorf. 2005 folgte die Umhabilitation und die Erteilung der Lehrbefugnis für Öffentliches Recht und Rechtsphilosophie in Düsseldorf. Gramm veröffentlichte drei Bücher zum deutschen Verfassungsrecht.
Im Jahre 2002 wechselte er in das Bundesministerium der Verteidigung, wo er Referatsleiter für Rechtsfragen der Privatisierung bzw. für Staats- und Verwaltungsrecht wurde. Von 2008 bis 2012 war er als Referatsleiter für die Rechts- und Fachaufsicht über den MAD zuständig. Ab 2012 leitete er die Unterabteilung für Rechtspflege und Sicherheit. 2012 musste er vor dem Untersuchungsausschuss zum „Nationalsozialistischen Untergrund“ über die Rolle des MAD im Skandal um die rechtsextreme Terrororganisation aussagen. Seit Januar 2015 führte er den MAD.
Nach dem Anschlag auf Charlie Hebdo 2015 gab Gramm zu bedenken, dass auch Islamisten in der Bundeswehr ausgebildet werden könnten. „Wir sehen das Risiko, dass die Bundeswehr als Ausbildungscamp für gewaltbereite Islamisten missbraucht werden kann.“ sagte Gramm.
In einem Interview mit der Welt am Sonntag Ende Januar 2020 erklärte Gramm die Schwellen für Meldungen von Verdachtsfällen und definierte diese bewusst sehr niedrig.
So führte er an:

„Bei Staatsdienern ist es eine Rechtspflicht, die Verfassung anzuerkennen und aktiv dafür einzustehen. Ein Beispiel aus dem islamistischen Spektrum ist, wenn ein Soldat aus religiösen Gründen einer Frau generell den Handschlag verweigert. Im Bereich Rechts könnte es der Hitler-Verehrer sein, der weder organisiert noch gewalttätig ist, aber antisemitische, rassistische oder extrem patriotische Äußerungen im Internet postet. Ziel ist es, nicht nur Extremisten, sondern auch Personen mit fehlender Verfassungstreue aus der Bundeswehr zu entfernen. Deshalb bewerten wir homophobe oder frauenfeindliche Äußerungen in gleicher Weise. Ich halte es für sehr wichtig, die Pflicht zur Verfassungstreue wieder stärker ins Schaufenster zu legen. Beamte und Soldaten sind Verfassungspatrioten von Berufs wegen.“

Am 24. September 2020 unterrichtete das Bundesministerium der Verteidigung die Obleute im Bundestag davon, sich von Gramm im gegenseitigen Einvernehmen zu trennen, um den Reformprozess im MAD und der Bundeswehr nach einer Serie von rechtsextremen Vorfällen voranzubringen. Zuvor war bekannt geworden, dass der Leiter der Abteilung Auswertung im MAD Interna aus laufenden Ermittlungen gegen mutmaßliche Rechtsextremisten im Kommando Spezialkräfte (KSK) an einen KSK-Soldaten weitergeleitet hatte. Im Oktober 2020 wurde Gramm in den einstweiligen Ruhestand versetzt.

## Schriften (Auswahl)
- Zur Rechtsphilosophie Ernst Blochs (= Reihe Philosophie. Bd. 8). Centaurus-Verlagsgesellschaft, Pfaffenweiler 1987, ISBN 3-89085-205-X.
- (Hrsg.): Kleine Fehlerlehre für Juristen nach D[okto]r Julius Knack. Nomos, Baden-Baden 1989, ISBN 3-7890-1761-2.
- Privatisierung und notwendige Staatsaufgaben (= Schriften zum öffentlichen Recht. Bd. 838). Duncker und Humblot, Berlin 2001, ISBN 3-428-10141-3.
- Argumentieren. Das Trainingsbuch. Haufe, Freiburg im Breisgau u. a. 2005, ISBN 3-448-06559-5.
- Entdecken Sie Ihren inneren Kompass. Schlüsselqualifikation Achtsamkeit. Kreuz, Stuttgart 2007, ISBN 978-3-7831-2971-7.
- Schlüsselqualifikationen für Staatsbürger. Politik verstehen – Demokratie bejahen. Olzog, München 2010, ISBN 978-3-7892-8323-9.
- mit Heinrich Amadeus Wolff: Jura – erfolgreich studieren. Für Schüler und Studenten (= Beck-Rechtsberater im dtv. 50770). 7. überarbeitete und ergänzte Auflage, dtv, München 2015, ISBN 978-3-423-50770-7.
- mit Stefan Ulrich Pieper: Grundgesetz. Bürgerkommentar. [Antworten der Verfassung auf gesellschaftliche Fragen]. 3. Auflage, Nomos, Baden-Baden 2015, ISBN 978-3-8487-1942-6.
- mit Dieter Weingärtner (Hrsg.): Moderne Waffentechnologie. hält das Recht Schritt? (= Forum innere Führung. Band 39). Nomos, Baden-Baden 2015, ISBN 978-3-8487-2480-2.